# Krzysztof Skrzyński
Krzysztof Skrzyński (ur. 14 stycznia 1982) – polski lekkoatleta specjalizujący się w skoku o tyczce.
Wielokrotny medalista mistrzostw kraju w różnych kategoriach wiekowych. Największe sukcesy odnosił jako zawodnik Ośrodka Skoku o Tyczce Gdańsk.

## Rekordy życiowe
- skok o tyczce – 5,30 (2005)
- skok o tyczce (hala) – 5,15 (2006)